# Stade Nuevo Colombino
Le stade Nuevo Colombino est un stade de football situé à Huelva, ville d'Andalousie en Espagne. D'une capacité de 21 670 spectateurs, il est inauguré le 8 novembre 2001. C'est dans ce stade que le Recreativo de Huelva dispute ses rencontres à domicile.
Le stade Nuevo Colombino remplace l'ancien stade Colombino (ou stade municipal) qui se trouvait dans le quartier Isla Chica depuis 1957. C'est le troisième stade de l'histoire du Recreativo de Huelva.

## Historique
Le stade Nuevo Colombino est construit en 2001 pour remplacer l'ancien stade Colombino datant des années 1940. Le projet retenu est celui de l'architecte Joaquín Aramburu et s'inscrit dans le cadre de la revitalisation du Barriada de Pescadería. Le stade occupe une superficie totale de 61 350 m2 et, sa capacité est de 21 670 spectateurs. Il comprend également trente-deux loges et soixante-douze places en tribune de presse.

## Utilisations
Le stade accueille les rencontres à domicile du Recreativo de Huelva. Le match inaugural se dispute le 8 novembre 2001 entre le Recreativo et Newcastle United. L'Espagnol Juan Manuel Pavón du Recreativo est le premier buteur dans le nouveau stade.
L'équipe d'Espagne dispute deux matchs amicaux au Nuevo Colombino.